# Auditorio Yasuda
El Auditorio Yasuda (en japonés: 安田講堂, Yasuda kōdō) es un edificio y torre de reloj en el centro del campus Hongō de la Universidad de Tokio. Sirve como símbolo central del campus, donde se llevan a cabo eventos especiales y ceremonias de graduación.

## Historia
El edificio se terminó de construir en 1925 gracias a una donación del empresario Yasuda Zenjirō, que pretendía que el edificio fuera un binden (un lugar donde pudiera alojarse el emperador de Japón). El edificio fue diseñado por los arquitectos Yoshikazu Uchida y Hideto Kishida, este último un expresionista. Durante la Segunda Guerra Mundial, en octubre de 1940, el auditorio fue el escenario de una celebración especial de los aniversarios del Rescripto Imperial sobre la Educación y del establecimiento de la Familia Imperial de Japón en el poder.
Durante las protestas universitarias japonesas de 1968 a 1969, el edificio fue ocupado por manifestantes estudiantiles: primero en junio de 1968, cuando una disputa en la Facultad de Medicina de la Universidad de Tokio llevó a los estudiantes de medicina a ocupar el edificio y luego a ser expulsados de él poco después por la policía antidisturbios, y nuevamente a partir del verano, cuando los estudiantes se atrincheraron dentro del edificio. Durante el fin de semana del 18 y 19 de enero de 1969, la policía antidisturbios desalojó a los manifestantes del edificio. Después de las protestas, la Yasuda zaibatsu ayudó a renovar el edificio. Desde las protestas, el edificio nunca se ha utilizado para conmemorar ceremonias de ingreso o graduación, pero se ha convertido en un símbolo de la Universidad de Tokio.

## Arquitectura
La arquitectura del Auditorio Yasuda ha sido comparada con la de la torre de la puerta de la Universidad de Cambridge, en la que Uchida podría haberse inspirado. Para la universidad, el edificio representa los esfuerzos de modernización de la Universidad de Tokio. El ladrillo rojo utilizado en el edificio es indicativo de la arquitectura del período posterior al Gran Terremoto de Kantō de 1923. La arquitectura del edificio es parte de la escuela del renacimiento gótico, una nueva escuela de arquitectura en Japón en el momento en que se construyó el edificio. La prominencia de la torre del reloj sobre el edificio circular ha sido descrita como "fálica".
El edificio incluye un auditorio, oficinas administrativas centrales para la universidad y una sala hecha específicamente para el Emperador, donde esperaba para entregar relojes especiales a todos los graduados.